# 平利县各级文物保护单位列表
以下为陕西省安康市平利县各级文物保护单位列表。

## 陕西省文物保护单位
- 女娲山遗址
- 魏家坝遗址
- 白云寺遗址
- 三佛洞舍利塔
- 平利刘氏祠堂
- 关垭界墙
- 平利故城城墙
- 平利清真寺